# Václav Leopold Chlumčanský
Václav Leopold Chlumčanský z Přestavlk a Chlumčan, niem.: Wenzel Leopold Fürst Chlumčanský Ritter von Přestavlk und Chlumetz (ur. 15 listopada 1749 r. w Hošticích; zm. 14 czerwca 1830 r. w Pradze) – czeski duchowny kościoła katolickiego, biskup litomierzycki w latach 1801–1815, arcybiskup metropolita praski i prymas Czech od 1815 r.

## Życiorys

Herb Chlumčanskiego jako biskupa litomierzyckiego

### Młodość i początki pracy duszpasterskiej
Urodził się w 1745 r. w Hošticích, w południowych Czechach. Po ukończeniu gimnazjum w Havlíčkovym Brodzie, rozpoczął w 1765 r. studia jako kleryk w Seminarium św. Wacława w Pradze oraz w Konwikcie św. Bartłomieja, gdzie studiował filologię, uzyskując trzy lata później stopnie doktora filologii, a w 1771 r. baccalauréat z teologii. Po otrzymaniu święceń kapłańskich w 1772 r. przez wiele lat pracował w wielu parafiach na terenie Czech. W 1779 r. został kanonikiem katedralnym i miał za zadanie opiekować się ludnością niemiecką, będąc ich duszpasterzem. Później pełnił funkcję archidiakona. 1 czerwca 1795 r. został mianowany przez papieża Piusa VI praskim biskupem pomocniczym z tytularną stolicą w Cydonii. Jego konsekracja biskupia miała miejsce 28 września 1795 r., a rok później abp Wilhelm Florentin von Salm-Salm powierzył mu funkcję wikariusza generalnego archidiecezji.

### Biskup litomierzycki
Po śmierci biskupa litomierzyckiego Ferdinanda Kindermanna von Schulsteina, cesarz Franciszek II Habsburg mianował Vaclava Leopolda Chlumčanskiego z Přestavlk jego następcą. Zatwierdzenie tej decyzji przez papieża nastąpiło 29 marca 1802 r., zaś uroczysty ingres do tamtejszej katedry odbył się 30 czerwca tego samego roku.
Na okres jego rządów przypadły wojny napoleońskie, które spowodowały wiele zniszczeń. W tym czasie Chlumčanský dokonywał wizytacji swojej diecezji. Większość budynków należących do Kościoła było zaniedbanych, skłoniło to biskupa do zaciągnięcia pożyczek na ich remonty. Ponadto z własnych środków finansowych wspierał biednych i potrzebujących. W 1804 r. otworzył nowe seminarium duchowne, które przejęło w 1810 r. siedzibę zlikwidowanego kolegium jezuickiego.
W uznaniu jego zasług cesarz powołał go do swojej tajnej rady i chciał powierzyć mu funkcję arcybiskupa metropolity lwowskiego, jednak propozycja ta spotkała się z odmową ze strony Chlumčanskiego, który argumentował to problemami językowymi.

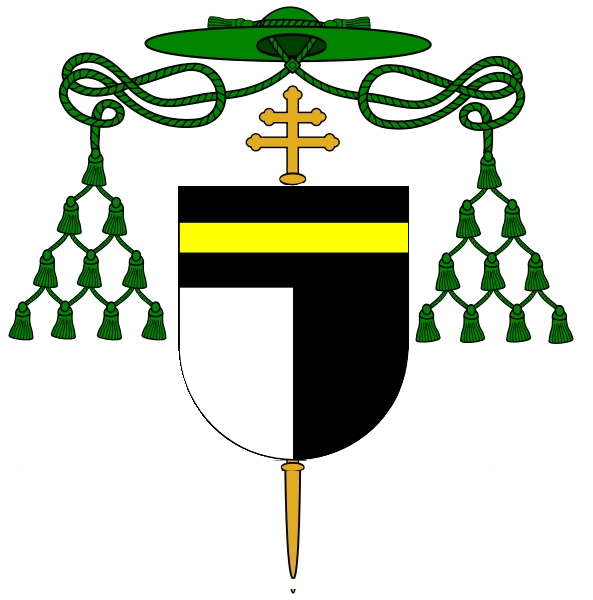
Herb Chlumcanskiego jako arcybiskupa praskiego

### Arcybiskup praski
Po śmierci arcybiskupa praskiego Wilhelma Florentina von Salm-Salma został mianowany przez cesarza 30 grudnia 1814 r. jego następcą. Papież przychylając się do tej nominacji zatwierdził ją 15 marca 1815 r., a uroczysta intronizacja nowego metropolity miała miejsce 15 maja tego samego roku.
Jako arcybiskup praski wiele uwagi poświęcał biednym i potrzebującym. Założył fundację wspierającą młodych księży oraz przyjął nowe przepisy dotyczące seminarium duchownego. Ze zrozumieniem i wsparciem odnosił się do postulatów czeskiego odrodzenia narodowego.
Cień na jego pontyfikat rzuciła sprawa księdza Bernarda Bolzana, wybitnego filozofa i matematyka, który ze względu na konflikt z władzami austriackimi został wydalony z Uniwersytetu Karola.
Zmarł w 1830 r. w Pradze i został pochowany w miejscowej katedrze.